# Velvary
Velvary (Duits: Welbern of Welwarn) is een Tsjechische stad in de regio Midden-Bohemen en maakt deel uit van het district Kladno. Het dorp ligt op 7 km afstand van Kralupy nad Vltavou en op 25 km afstand van Praag.
Velvary telt 2986 inwoners (2023).

## Geografie
De gemeente Velvary bestaat uit de volgende plaatsen:
- Velvary;
- Ješín;
- Malá Bučina;
- Velká Bučina;
- Radovič.

## Etymologie
De naam van de stad is afgeleid van het woord velvars, dat wil zeggen mensen die veel kookten. De naam van de stad komt voor in de vormen Walwar (1282), Belwar (1337), Welwar (1352 tot ongeveer 1405), Welvarz (1395), Welwary (1531), Velvar (1615) en Welwar, Welwary, Welwar of Velvarium (1785).

## Geschiedenis
De eerste schriftelijke vermelding van de stad dateert van 1282.
In 1482 werd Velvary benoemd tot koninklijke stad door koning Wladislaus II van Hongarije. Eigenlijk was het de tweede keer: de stad was al eerder benoemd, maar in 1482 woedde een grote brand in Velvary, waardoor alle schriftelijke bewijzen dat Velvary al tot koninklijke stad was benoemd verbrandden. Door het koninklijke predicaat kreeg Velvary onder meer het recht om bier te brouwen, markten te organiseren en stadsmuren te bouwen, hetgeen geschiedde. Tot het midden van de 19e eeuw was de stad een belangrijk punt langs de oude weg van Praag naar Saksen.

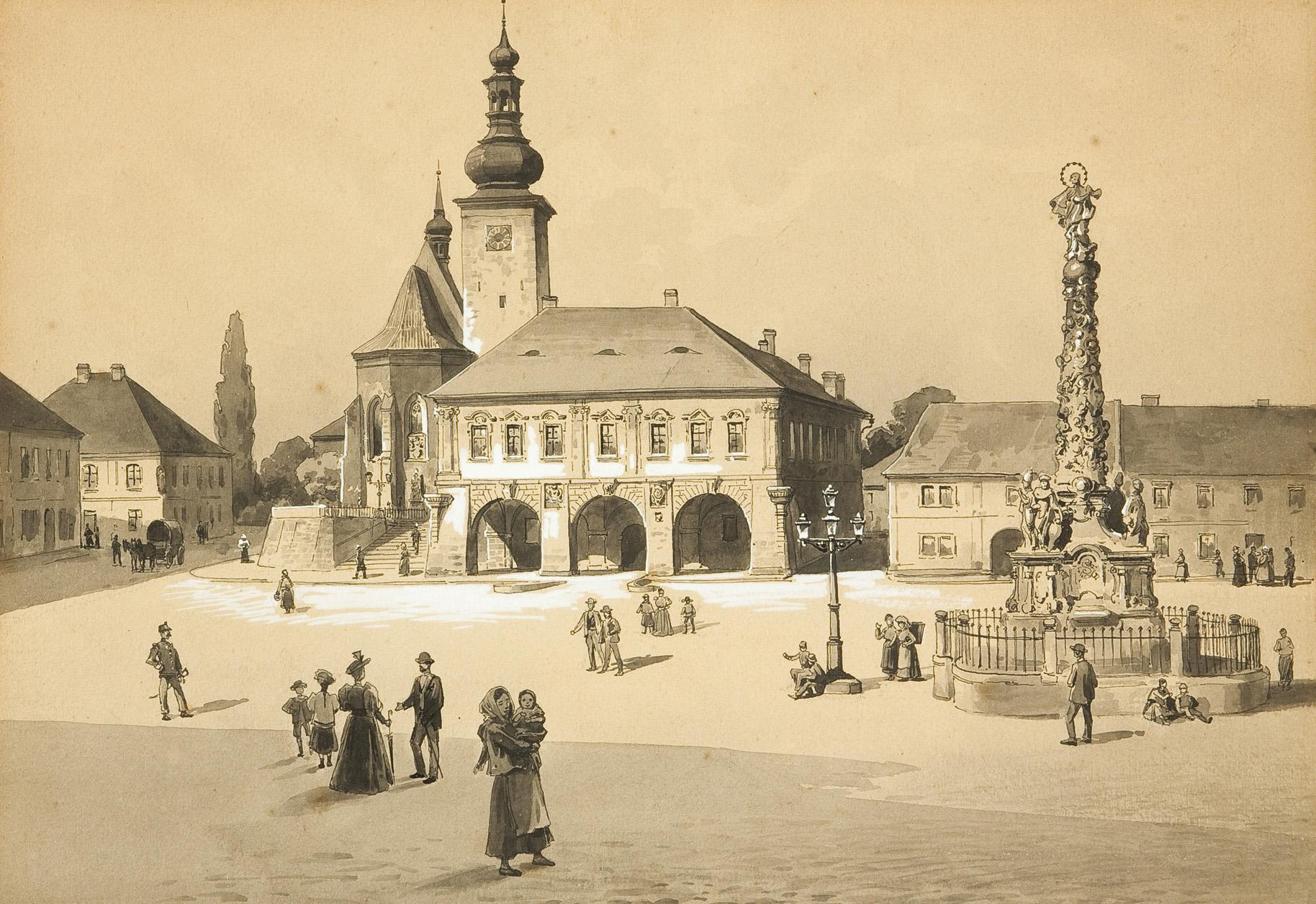
Karel Liebscherplein (omstreeks 1906)

Velvary was versterkt met muren en kon via vier toegangspoorten worden betreden: de Praagsepoort, die in 1580 aan de zuidkant van het plein werd gebouwd door bouwmeester Bartoloměj Vlach, de Roudnicepoort, die in 1841 om onbekende reden werd afgebroken, de Malovarypoort, die later werd vervangen door de Slánskápoort in renaissancestijl maar gesloopt werd door de gravin, en de Chrzínpoort. Alleen de Praagse poort is bewaard gebleven. Naast de Roudnicepoort was eeuwenlang café Panská gevestigd.
In 1864 werd in een huis in de Pražskástraat de eerste vrijwillige brandweer van Bohemen opgericht. In 1882 werd de spoorlijn Kralupy nad Vltavou - Velvary geopend. Rond 1900 begon de industriële revolutie op te komen, met name de meubelproductie, die echter na 1990 sterk terugdrong.
Sinds 1960 is Velvary een zelfstandige gemeente binnen het district Kladno.

### Wapen
Het is niet bekend wanneer het wapen aan de stad werd toegekend. Het oudste zegel met het Latijnse opschrift *S*ecretum**d*welwar, dat volgens het handschrift uit het midden van de 15e eeuw stamt, toont een leeuw die met zijn poten twee torens vasthoudt. Vanaf het midden van de 16e eeuw kwam het ontwerp van het huidige wapen op zegels tot stand. De uiteindelijke vorm werd in 1607 voltooid door de beheerder van de school in Velvar, Pavel Raphigius van Litomyšl, die een kleurrijk wapenschild schilderde voor het Liber memorabilium et contractum van de stad, en de scribent Štěpán Peristerius voegde Latijnse en Tsjechische gedichten toe waarin de betekenis van de kleuren en figuren werd uitgelegd. Op het rode schild staan twee torens met twee verdiepingen en ramen, hoektorentjes en schilddaken op een lage kubusvormige basis. Tussen de torens staat een zilveren rechtopstaande leeuw met gouden klauwen, een rode tong en een gouden kroon op een sokkel. Hij raakt met zijn voorpoten de rechtertoren aan alsof hij die vasthoudt. Zijn eenvoudige, zeer lange staart wikkelt zich om de achterkant van de linkertoren en het uiteinde is verstrengeld met het onderste raam. Dat laatste wordt toegeschreven aan Raphigius; schrijver Peristerius legt het als volgt uit in een Boheems gedicht:
Wat wordt bedoeld met de leeuw die met de staart aan de torens is gebonden? Ik zal het u zeggen: het is een bekrachtiging van de wet; de stad van een machtige koning verdient een koninklijk teken. Daarom is de leeuw aan de torens gebonden, opdat hij de koning niet van hen zou scheiden.

## Verkeer en vervoer

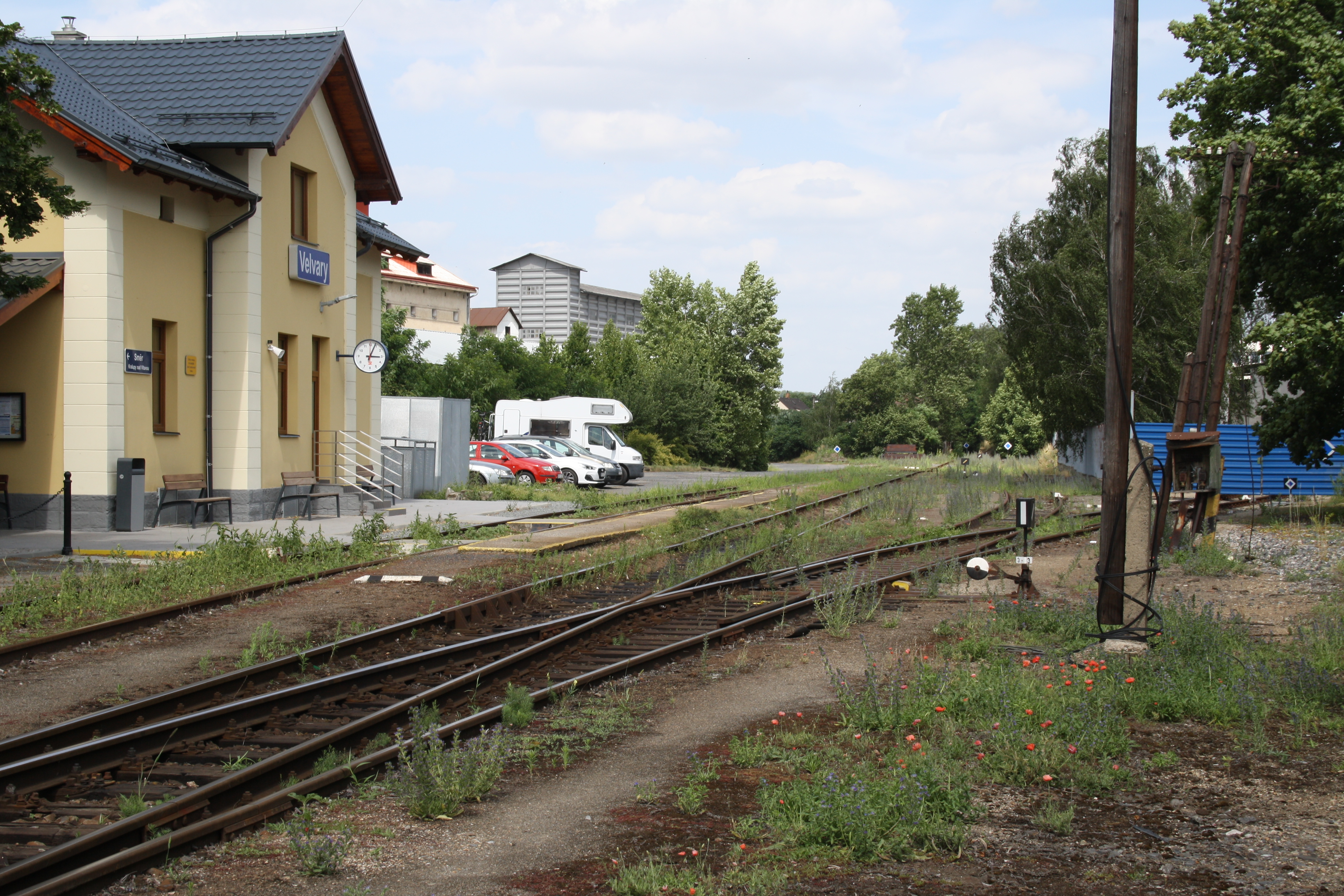
Station Velvary (2023)

### Autowegen
Weg I/16 loopt rond de stad en verbindt Velvary met Slaný enerzijds en Mělník anderzijds. Weg II/240, die door de stad loopt, verbindt Velvary op zijn beurt met Kralupy nad Vltavou en Roudnice nad Labem. Tot slot verbindt weg II/616 Velvary met Podhořany.

### Spoorlijnen
Velvary ligt aan spoorlijn 111 Kralupy nad Vltavou - Velvary. De lijn is enkelsporig en van regionaal belang. Naast eindstation Velvary is er nog een tussenstation in de deelgemeente Velká Bučina.

## Voorzieningen
De gemeentelijke bibliotheek vindt zijn oorsprong in het dames- en meisjesleesgenootschap dat begin 1890 werd opgericht en in 1892 begon met het uitlenen van boeken. In 1948 werd het genootschap ontbonden en werden de boeken overgedragen aan de nieuwe gemeentelijke bibliotheek. In 1975 werd een jeugdafdeling geopend en in 2001 openbare internetcomputers. De huidige bibliotheek is gevestigd in het gebouw van het voormalige café Panská.
Iedere maand verschijnt het tijdschrift Zpravodaj z Velvarsko, onder leiding van Zdeňka Ortová en A. Kratochvílová. De publicatie is bedoeld om de inwoners van Velvary te informeren over actuele gebeurtenissen in de gemeente.

## Musea
Het stadsmuseum, dat in 1932 werd opgericht, heeft een permanente tentoonstelling over de geschiedenis van Velvary en omgeving. De vitrines bevatten archeologische vondsten uit de vroege steentijd, de vroege middeleeuwen en alles daartussen. Ook is er historisch meubilair en kleding van tussen de 13e eeuw tot 1918 te aanschouwen. De hal is in jugendstil uitgevoerd en herbergt een collectie van landschapsschilder Georges Kars.

## Bezienswaardigheden

### Sint-Catharinakerk
De Sint-Catharina van Alexandriëkerk uit de 14e eeuw is een gotische kerk met een enkel schip en één toren. De kerk werd in 1478 herbouwd door bouwmeester Linhart, in 1580 na een brand nogmaals en aan het eind van de 17e eeuw andermaal, dit keer door prominent architect Pavel Ignác Bayer. In 1929 werd een grondige renovatie voltooid, waarbij de kerk in de oorspronkelijke gotische staat werd teruggebracht. Het interieur is barok met een laatgotische Madonna uit omstreeks 151). Ten noorden van de kerk, tegenover de toren, staat een eenvoudige vrijstaande klokkentoren. In de noordelijke muur van de kerk is een marmeren grafsteen uit 1588 te vinden en een beeld van Sint-Jozef, in 1745 gemaakt door lokaal kunstenaar E. A. Střebský.

### Overige bezienswaardigheden
- Praagsepoort uit 1580;

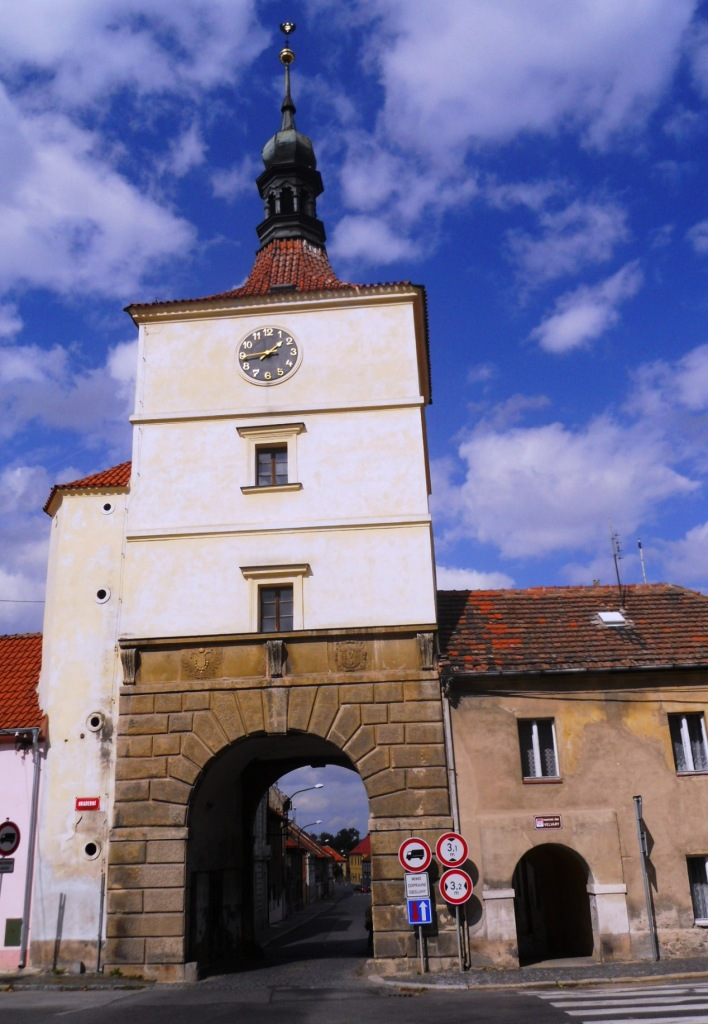
Praagsepoort

- Raadhuis in barokstijl uit 1721-1724, gebouwd door bouwmeester Volf en na 1795 aangepast door Ignác Jan Nepomuk Palliard;
- Mariazuil op het Koning Wladislausplein uit 1716-1719, gebouwd door František Tollinger en steenhouwer Antonín Falke;[8]
- Gotisch-renaissance begraafplaats bij de Sint-Joriskerk, tussen 1613 en 1616 aangelegd door inwoner Jiřík Pechar onder leiding van Bartolomeo Santini, met renaissance portaal aan de noordkant en barokke meubilair in het bijbehorende gebouw;[9]
- Allerheiligenkerk;
- Voormalige synagoge in functionalistische stijl uit 1931;
- Huis nr. 57 aan het stadsplein genaamd U Dryjáků, van rond 1600 met een massief laatrenaissance stenen portaal en mansardedak;
- Diverse herenhuizen uit de 17e en 18e eeuw, vooral rond het stadsplein;
- Linde bij Horova mlýn, een monumentale boom ten zuidwesten van de stad;
- Lindebomen bij de Heilige Drie-eenheidkapel, een drietal gedenkbomen nabij het dorp Radovič, ten zuidoosten van de stad.

## Geboren in Velvary
- Jan Evangelista Antonín Koželuh, een Tsjechisch componist
- Leopold Antonín Koželuh, een Tsjechisch componist

## Galerĳ

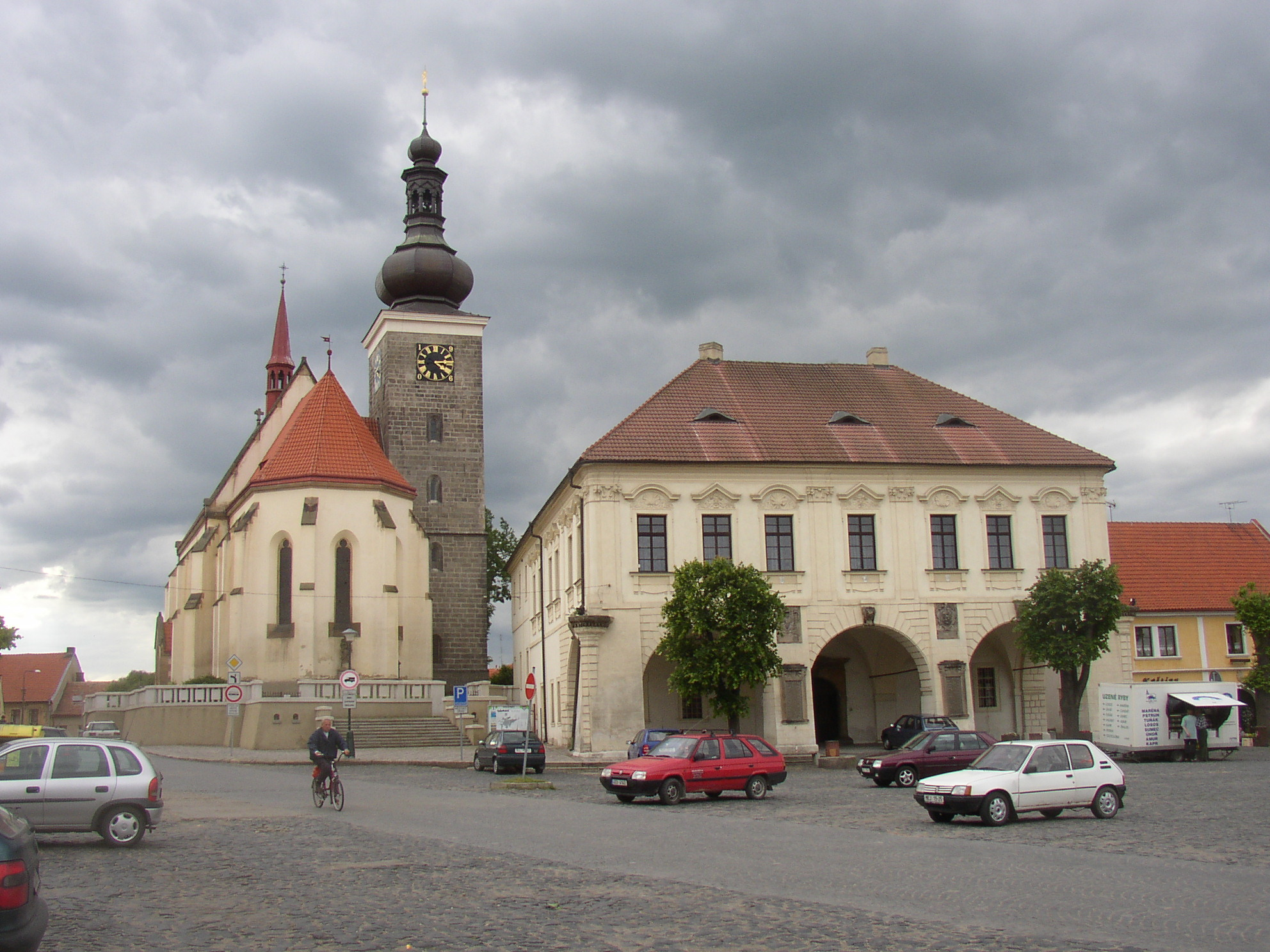
Raadhuis en Sint-Catharinakerk
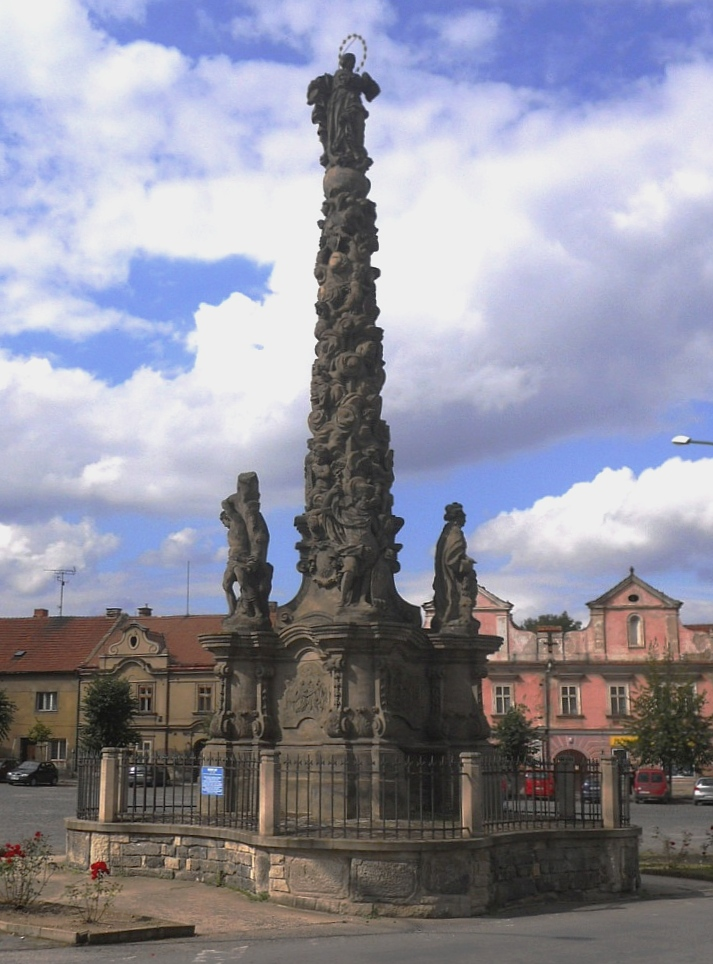
Mariazuil op het Koning Wladislausplein
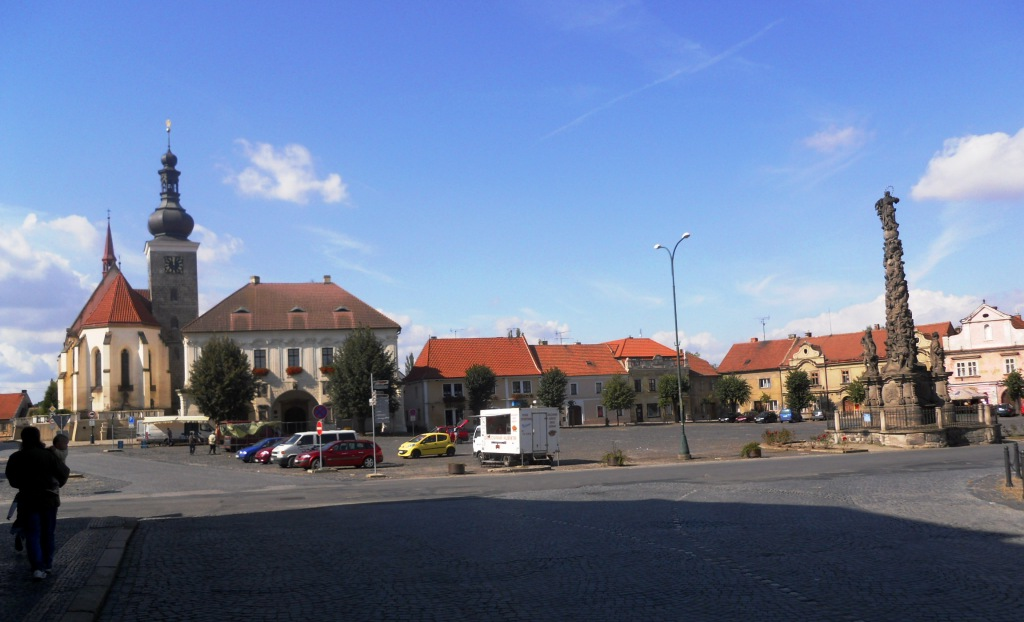
Marktplein
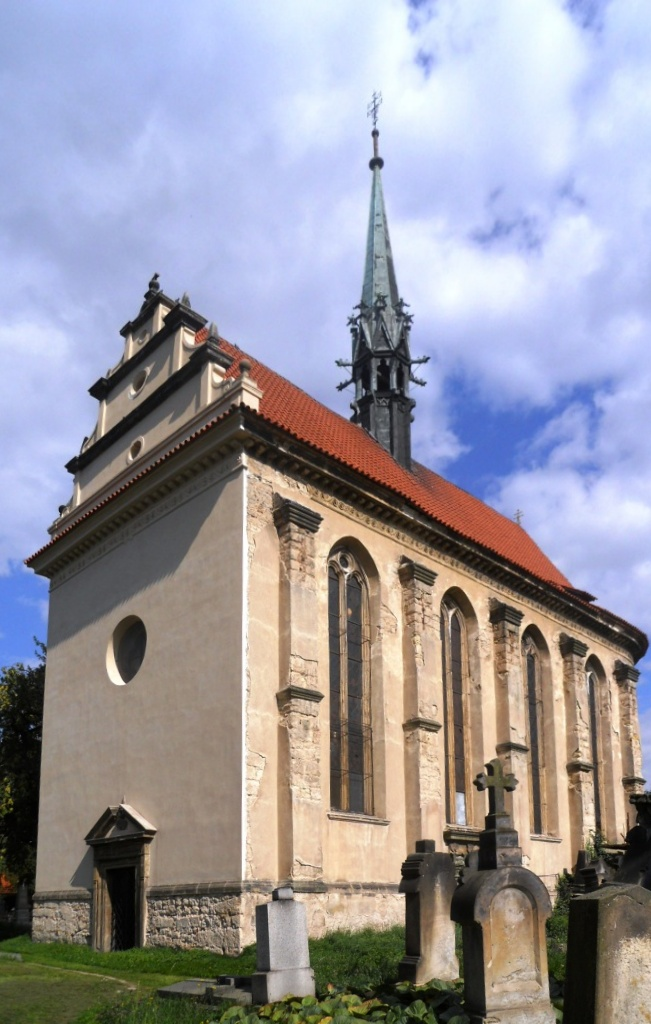
Sint-Joriskerk
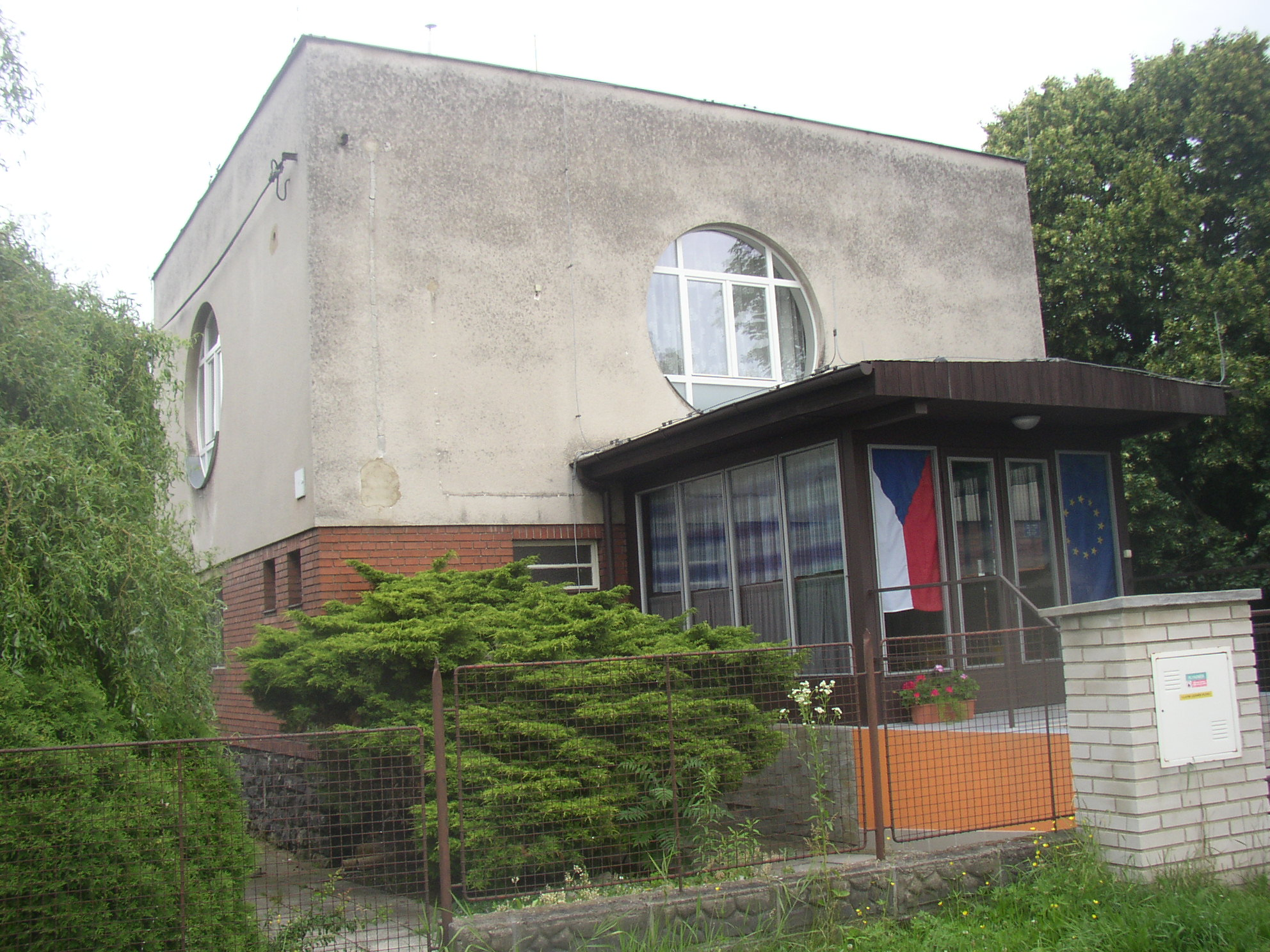
Voormalige synagoge
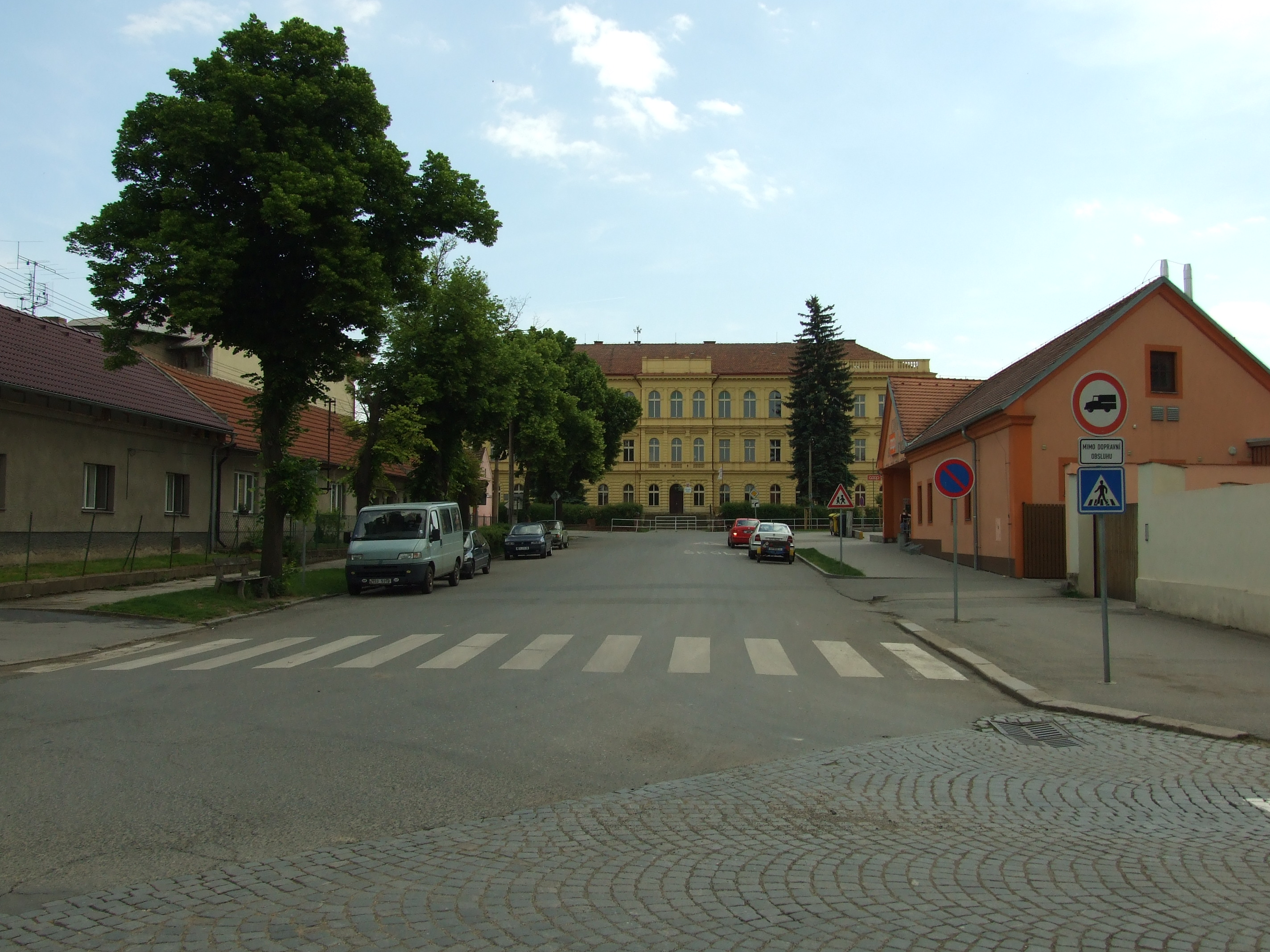
Straat met schoolgebouw
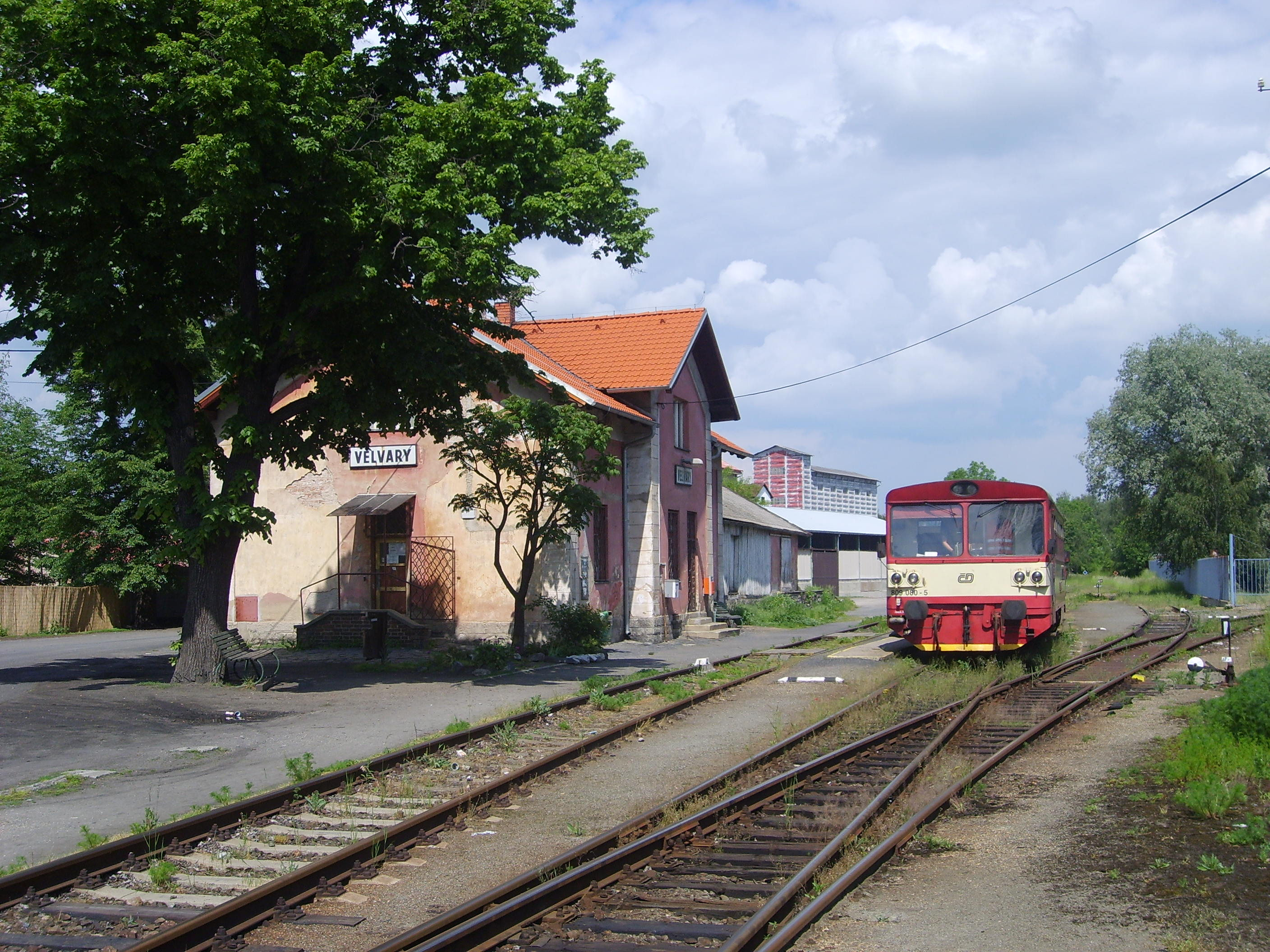
Station Velvary met trein